# Àcid 4-hidroxibutanoic
L'àcid 4-hidroxibutanoic o àcid gamma-hidroxibutíric és un compost orgànic que s'empra com a droga (GHB, èxtasi líquid, biberó, bevible, scoop o somatomax). És una substància que, en quantitats molt petites, es produeix de manera natural a les cèl·lules del sistema nerviós central dels éssers humans i d'altres mamífers, i a algunes baies. També apareix com a producte de fermentació a, per exemple, el vi i la cervesa. El GHB es pot sintetitzar per a ús mèdic (medicament psicotròpic sedant) o usar com a droga (droga de síntesi o de disseny), coneguda per GHB,. Malgrat el nom d'èxtasi líquid, no s'ha de confondre amb l'MDMA, els efectes del qual són, al contrari que l'èxtasi líquid, estimulants. Es tracta d'una droga molt perillosa, més que l'èxtasi, que ha causat morts a Espanya, i que encara és més nociva si es barreja amb alcohol.
Segons dades de l'Institut Nacional de Toxicologia, la ciutat de Barcelona té la sèrie publicada més alta d'Europa en consum d'èxtasi líquid.

## Història
Aquesta substància és present de manera natural a totes les cèl·lules del cos humà. Al cervell, les quantitats més importants es presenten a l'hipotàlem i els ganglis basals.
El GHB va ser sintetitzat per primera vegada per Henri Laborit fa uns 40 anys quan investigava els efectes del GABA, un neurotransmissor molt important en el funcionament de l'hipotàlem. Es va utilitzar en medicina com a sedant i anestèsic, com ajudant al part, per tractar l'insomni i la narcolèpsia, en el tractament de l'alcoholisme i a la deshabituació a l'heroïna.
Fora de l'àmbit mèdic s'ha utilitzat com a anabolitzant (estimula l'hormona del creixement). El GHB es fa servir com a droga d'abús des del 1990.

## Activitat farmacològica
L'èxtasi líquid és un anestèsic depressor del sistema nerviós que es presenta en forma de líquid soluble en aigua, sense olor i transparent, tot i que de vegades hi posen colorant perquè sigui més atractiu i vistós. El seu gust és lleugerament salat i la seva via d'administració més comuna és la ingerida. També es pot trobar en forma de pols.
A dosis baixes els seus efectes són comparables als de l'alcohol, encara que variant molt en intensitat, quantitat i durada: inicialment, produeix un estat d'eufòria, certa relaxació i desinhibició. Posteriorment, pot produir una forta relaxació i anestèsia. El rang entre una dosi amb efectes farmacològics i la dosi letal és molt petit. A més, és molt difícil definir-lo perquè, en tractant-se d'una substància il·legal i, per tant, no controlada, en realitat ningú no sap veritablement la concentració ni la quantitat real que compra o pren.
En una dosi no excessiva, els efectes apareixen al cap de 15 minuts de l'administració i tenen una durada d'una hora i mitja. Queda acumulat a la sang de 3 a 4 hores. La persona que n'ha pres pot experimentar reaparicions de símptomes negatius durant els dies posteriors a la ingesta, que són molt diversos i van des de la bradicàrdia (el cor batega molt lentament) fins a la dificultat per respirar, passant per manca de coordinació de moviments, vòmits, tremolors, convulsions, incontinència urinària o pèrdua de consciència. També dona somnolència molt accentuada i, posteriorment, el consumidor pot entrar en estat de coma.
A més llarg termini, a una persona que en prengui de manera continuada li poden aparèixer problemes de cor, respiratoris i pèrdues de memòria. És una substància potencialment addictiva.

## Contraindicacions
Si no es tracta d'un ús recomanat per un metge, aquesta substància és ja de per si contraindicada. De tota manera, per no augmentar encara més els riscs, cal no sobrepassar 1,5 grams i sobretot no barrejar-la amb alcohol, tranquil·litzants o derivats opiacis. Convé distanciar al màxim els consums per evitar la tolerància i la dependència. Cal abstenir-se'n durant l'embaràs.
El consum d'èxtasi líquid fa que baixi tant el nivell de consciència que és quasi impossible conduir. Tanmateix, en l'interval de temps entre que es beu l'ampolleta i comencen els efectes la persona pot estar conduint i, d'una forma brusca, entrar en coma i estavellar-se.

## Perillositat
Les intoxicacions per èxtasi líquid són les més crítiques del Servei de Toxicologia de l'Hospital Clínic de Barcelona. Aquests pacients poden entrar en estat de coma o poden derivar també en un infart agut de miocardi, segons un estudi d'aquest hospital que tipifica els pacients intoxicats en estat crític que tracten en Urgències.
A l'èxtasi líquid el segueixen, per la seva gravetat, les amfetamines i a continuació se situen les intoxicacions per medicaments, les més freqüents provocades pels fàrmacs indicats per a la profilaxi del paludisme i l'artritis reumatoide, de la família dels opiacis i també els antiarrítmics.
El fet que sigui un líquid soluble en aigua o qualsevol beguda, que no tingui color, olor ni amb prou feines gust, fa que sigui fàcil que una altra persona la pugui versar al got d'algú per després poder abusar de qui ho beu o altres motius. A Sant Feliu de Guíxols, per exemple, el 2005 un noi va posar-li a una noia que va quedar en coma, i el fiscal ha demanat cinc anys de presó per a ell.

## Altres drogues de síntesi
Les drogues de disseny o de síntesi estan elaborades en laboratoris clandestins sense cap mena de control d'higiene ni qualitat i als quals l'única motivació és el benefici econòmic, cosa per la qual poden estar abaratides per mitjà de l'addicció d'altres substàncies tòxiques o contenir una quantitat menor de la que diuen, cosa que fa que en realitat ningú no sap quanta en pren (perill de sobredosi). El GHB és líquid, però la majoria es venen en forma de pastilles, i totes són d'ingestió oral.
Altres drogues de disseny són: la metilendioximetamfetamina (MDMA) o èxtasi o pastis (de pastilles), la tenamfetamina (MDA) o píndola de l'amor, la 3,4-metilendioxietilamfetamina (MDEA) o eva, la N-metil-1,3-benzodioxolilbutanamina (MBDB) o eden, la ketamina, l'LSD (droga de disseny al·lucinògena o psicodèlica), l'speed o amfetamines, el popper (una droga esnifable volàtil, altament corrosiva si es toca i tòxica si es beu, diferent per tant de l'èxtasi líquid), etc.